# Vlaamse Vereniging voor Ruimte en Planning
De Vlaamse Vereniging voor Ruimte & Planning (VRP) is een beroepsvereniging voor Vlaamse stedenbouwkundigen en ruimtelijke planners.
De VRP brengt een driemaandelijks het tijdschrift 'Ruimte' uit, en organiseert jaarlijks een aantal beroepscongressen en masterclasses. Elk jaar wordt de VRP-afstudeerprijs uitgereikt aan de beste scriptie en tweejaarlijks de VRP-planningsprijs aan initiatieven die bijdragen aan een duurzame, kwaliteitsvolle ruimtelijke ontwikkeling in Vlaanderen.
De VRP kan beschouwd worden als de tegenhanger van de Nederlandse Beroepsvereniging van Nederlandse Stedebouwkundigen en Planologen.